# Antena de matriu de fase

Animació que mostra com funciona una matriu en fases. Consisteix en una sèrie d'elements d'antena (A) alimentats per un transmissor (TX). El corrent d'alimentació de cada element passa per un desfasador (φ) controlat per un ordinador (C). Les línies vermelles en moviment mostren els fronts d'ona de les ones de ràdio emeses per cada element. Els fronts d'ona individuals són esfèrics, però es combinen (superposen) davant de l'antena per crear una ona plana, un feix d'ones de ràdio que viatgen en una direcció específica. Els canvis de fase retarden les ones de ràdio que pugen progressivament per la línia, de manera que cada antena emet el seu front d'ona més tard que el que hi ha a sota. Això fa que l'ona plana resultant sigui dirigida en un angle θ respecte a l'eix de l'antena. En canviar els canvis de fase, l'ordinador pot canviar instantàniament l'angle θ del feix. La majoria de matrius en fase tenen matrius bidimensionals d'antenes en lloc de la matriu lineal que es mostra aquí, i el feix es pot dirigir en dues dimensions. La velocitat de les ones de ràdio mostrades s'ha alentit en aquest diagrama.

En teoria d'antenes, una antena de matriu de fase és un grup d'antenes elementals alimentades amb un senyal la fase del qual s'ajusta de manera que el diagrama de radiació es pot dirigir electrònicament per apuntar en diferents direccions sense moure les antenes.
En una antena de matriu simple, el corrent de radiofreqüència del transmissor s'alimenta a múltiples elements d'antena individuals amb la relació de fase adequada de manera que les ones de ràdio dels elements separats es combinen (superposen) per formar feixos, per augmentar la potència radiada en les direccions desitjades i suprimir la radiació en direccions no desitjades. En una matriu en fase, la potència del transmissor s'alimenta als elements radiants mitjançant dispositius anomenats desplaçadors de fase, controlats per un sistema informàtic, que poden alterar electrònicament el retard de fase o senyal, dirigint així el feix d'ones de ràdio en una direcció diferent. Atès que la mida d'una matriu d'antenes ha d'estendre moltes longituds d'ona per aconseguir l'elevat guany necessari per a una amplada de feix estreta, les matrius en fase són pràctiques principalment a l'extrem d'alta freqüència de l'espectre de ràdio, a les bandes UHF i microones, en les quals les longituds d'ona operatives són petites.
Les matrius en fases es van concebre originalment per utilitzar-les en sistemes de radar militars, per dirigir ràpidament un feix d'ones de ràdio pel cel per detectar avions i míssils. Aquests sistemes ara s'utilitzen àmpliament i s'han estès a aplicacions civils com ara 5G MIMO per a telèfons mòbils. El principi de matriu en fases també s'utilitza en acústica, i les matrius en fase de transductors acústics s'utilitzen en escàners d'imatges per ultrasons mèdics (ultrasons de matriu en fases), prospecció de petroli i gas (sismologia de reflexió) i sistemes de sonar militars.
El terme "matriu en fase" també s'utilitza en menor mesura per a les antenes de matriu no dirigides en què la fase de la potència d'alimentació i, per tant, el diagrama de radiació de la matriu d'antenes està fixada. Per exemple, les antenes de radiodifusió AM que consisteixen en diversos radiadors de pal alimentats per crear un patró de radiació específic també s'anomenen "matrius en fase".

Animació que mostra el diagrama de radiació d'una matriu en fase de 15 elements d'antena espaiats un quart de longitud d'ona, ja que la diferència de fase entre les antenes adjacents s'escombra entre -120 i 120 graus. La zona fosca és el feix o lòbul principal, mentre que les línies clares que s'estenen al seu voltant són lòbuls laterals.